# ニューカレドニア・シュペールリーグ
ニューカレドニア・シュペールリーグ（仏: New Caledonia Super Ligue）は、ニューカレドニア最上位のサッカーリーグ。
別名はニューカレドニア・ディビジョンスール（New Calodonia Division Honneur）。
2019年4月、石油メジャーのエクソンモービルと1年間のパートナーシップを締結し、公式にはモービル・シュペールリーグ（Mobil Super Ligue）と称される。

## 概要
10チームによる2回戦総当りのリーグ戦を実施。シーズン上位2チームにはOFCチャンピオンズリーグの出場権が与えられる。最下位のチームはプロモーションヌール（2部リーグ）に自動降格し、9位のチームは入れ替え戦を行う。
勝ち点はそれぞれ勝利が4、引き分けが2、負けが1となっている。

## 参加クラブ（2019）
- ASマゼンタ
- ヤンゲン・スポール
- ASウェター
- ASオリゾン・パト
- ティガ・スポール
- トリオ・ケデニュ
- SCヌ・ドレウ
- ASモンドール
- ASロッシ
- ESワチャエレ

## 歴代優勝クラブ
参考：RSSSFによるリーグの記録
| - 1997: JSバコ - 1998: ASプム - 1999: ガイチャFCN - 2000: JSバコ - 2001: JSバコ - 2002: ASモンドール - 2002-03: ASマゼンタ - 2003-04: ASマゼンタ - 2004-05: ASマゼンタ - 2005-06: ASモンドール - 2006-07: JSバコ - 2007-08: ASマゼンタ | - 2008-09: ASマゼンタ - 2009: ASマゼンタ - 2010: ASモンドール - 2011: ASモンドール - 2012: ASマゼンタ - 2013: ガイチャFCN - 2014: ASマゼンタ - 2015: ASマゼンタ - 2016: ASマゼンタ - 2017: ヤンゲン・スポール - 2018: ASマゼンタ - 2019: ヤンゲン・スポール - 2020: ティガ・スポール |